# Abdelfettah Rhiati
Abdelfettah Rhiati (ur. 25 lutego 1963 w Fezie) – marokański piłkarz grający na pozycji napastnika.

## Kariera klubowa
Abdelfettah Rhiati podczas Mistrzostw Świata 1986 występował w klubie Maghreb Fez. W sezonie 1988/1989 był zawodnikiem szwajcarskiego FC Aarau, a w sezonie 1989/1990 - Neuchâtel Xamax.

## Kariera reprezentacyjna
W reprezentacji Maroka Abdelfettah Rhiati grał w latach osiemdziesiątych.
W 1986 roku uczestniczył w Mistrzostwach Świata 1986.
Na Mundialu w Meksyku Abdelfettah Rhiati był rezerwowym i nie wystąpił w żadnym spotkaniu. W 1989 uczestniczył w przegranych eliminacjach do Mistrzostw Świata 1990.